# Auto Motor Sport (televízióadó)
Az Auto Motor Sport a Motor Presse TV autókkal, és motorokkal kapcsolatos műsorokat sugárzó csatornája. Közvetlen konkurenciája a Warner Bros. Discovery DTX nevű csatornája.

## Műsorstruktúra
A csatorna a nap 24 órájában autósporttal, motorsporttal kapcsolatos híreket, információkat sugároz, de a kínálatában megtalálhatók autóipari dokumentumfilmek, autótesztek, az autóipar érdekes figuráit bemutató portréműsorok is.

## Vétel
A csatorna jelenleg Magyarországon, Romániában, Szlovákiában és Csehországban működik, jelenleg még csak a Direct One kínálatában érhető el. Jelenleg is tervezik a One kinálatába is bevezetni.

## Műsorkínálat
- AutoLAnd - Motorkultur in Los Angeles
- Beziehungskisten
- Bloch erklärt
- Der Einzeltest
- Die Tester
- Die Tester KLASSIK
- Fast Lap
- Garage 21
- Garagen-Gold
- Meilensteine
- NEWS
- Racing Files
- Reportage
- Vorfahrt